# 2011-es WTCC belga nagydíj
A 2011-es WTCC belga nagydíj volt a 2011-es túraautó-világbajnokság második fordulója. 2011. április 24-én rendezték meg a Circuit Zolder-n, Zolderben.

## Időmérő
| Poz                                                | Rajtszám | Versenyző          | Autó                 | 1. rész   | 2. rész  | Körök |
| -------------------------------------------------- | -------- | ------------------ | -------------------- | --------- | -------- | ----- |
| 1                                                  | 2        | Robert Huff        | Chevrolet Cruze 1.6T | 1:39.373  | 1:38.458 | 13    |
| 2                                                  | 8        | Alain Menu         | Chevrolet Cruze 1.6T | 1:39.367  | 1:38.598 | 12    |
| 3                                                  | 3        | Gabriele Tarquini  | SEAT León 2.0 TDI    | 1:39.493  | 1:38.723 | 12    |
| 4                                                  | 1        | Yvan Muller        | Chevrolet Cruze 1.6T | 1:39.365  | 1:38.738 | 12    |
| 5                                                  | 18       | Tiago Monteiro     | SEAT León 2.0 TDI    | 1:38.952  | 1:38.907 | 9     |
| 6                                                  | 11       | Kristian Poulsen   | BMW 320 TC           | 1:39.293  | 1:39.398 | 8     |
| 7                                                  | 5        | Michelisz Norbert  | BMW 320 TC           | 1:39.417  | 1:39.450 | 11    |
| 8                                                  | 12       | Franz Engstler     | BMW 320 TC           | 1:39.583  | 1:39.962 | 12    |
| 9                                                  | 7        | Fredy Barth        | SEAT León 2.0 TDI    | 1:39.638  | 1:40.015 | 15    |
| 10                                                 | 25       | Mehdi Bennani      | BMW 320 TC           | 1:39.328  | 1:40.438 | 16    |
| 11                                                 | 15       | Tom Coronel        | BMW 320 TC           | 1:39.680  |          | 8     |
| 12                                                 | 74       | Pepe Oriola        | SEAT León 2.0 TDI    | 1:39.780  |          | 9     |
| 13                                                 | 30       | Robert Dahlgren    | Volvo C30            | 1:39.807  |          | 6     |
| 14                                                 | 9        | Darryl O'Young     | Chevrolet Cruze 1.6T | 1:39.931  |          | 9     |
| 15                                                 | 4        | Aleksei Dudukalo   | SEAT León 2.0 TDI    | 1:40.110  |          | 10    |
| 16                                                 | 65       | Marchy Lee         | BMW 320 TC           | 1:40.406  |          | 8     |
| 17                                                 | 10       | Yukinori Taniguchi | Chevrolet Cruze 1.6T | 1:41.712  |          | 10    |
| 18                                                 | 35       | Urs Sonderegger    | BMW 320 TC           | 1:43.537  |          | 9     |
| 19                                                 | 21       | Fabio Fabiani      | BMW 320si            | 1:44.820  |          | 8     |
| Nem érték el a kvalifikációs időlimitet (1:45.878) |          |                    |                      |           |          |       |
|                                                    | 17       | Michel Nykjaer     | SEAT León 2.0 TDI    | 12:07.051 |          | 1     |
|                                                    | 20       | Javier Villa       | BMW 320 TC           |           |          |       |

## Első futam
| Helyezés | Rajtszám |   | Versenyző          | Autó                 | Futott kör | Idő/ Kiesés oka | Rajthely | Pont |
| -------- | -------- | - | ------------------ | -------------------- | ---------- | --------------- | -------- | ---- |
| 1        | 2        |   | Robert Huff        | Chevrolet Cruze 1.6T | 15         | 29:18.807       | 1        | 25   |
| 2        | 8        |   | Alain Menu         | Chevrolet Cruze 1.6T | 15         | +1.244          | 2        | 18   |
| 3        | 1        |   | Yvan Muller        | Chevrolet Cruze 1.6T | 15         | +1.740          | 4        | 15   |
| 4        | 3        |   | Gabriele Tarquini  | SEAT León 2.0 TDI    | 15         | +3.790          | 3        | 12   |
| 5        | 18       |   | Tiago Monteiro     | SEAT León 2.0 TDI    | 15         | +5.102          | 5        | 10   |
| 6        | 11       | Y | Kristian Poulsen   | BMW 320 TC           | 15         | +8.987          | 6        | 8    |
| 7        | 5        | Y | Michelisz Norbert  | BMW 320 TC           | 15         | +10.878         | 7        | 6    |
| 8        | 17       | Y | Michel Nykjaer     | SEAT León 2.0 TDI    | 15         | +12.032         | 20       | 4    |
| 9        | 20       | Y | Javier Villa       | BMW 320 TC           | 15         | +12.845         | 21       | 2    |
| 10       | 9        | Y | Darryl O'Young     | Chevrolet Cruze 1.6T | 15         | +12.901         | 14       | 1    |
| 11       | 74       | Y | Pepe Oriola        | SEAT León 2.0 TDI    | 15         | +14.656         | 12       | 0    |
| 12       | 4        | Y | Aleksei Dudukalo   | SEAT León 2.0 TDI    | 15         | +17.538         | 15       | 0    |
| 13       | 30       |   | Robert Dahlgren    | Volvo C30            | 15         | +18.687         | 13       | 0    |
| 14       | 10       | Y | Yukinori Taniguchi | Chevrolet Cruze 1.6T | 15         | +25.864         | 17       | 0    |
| 15       | 35       | Y | Urs Sonderegger    | BMW 320 TC           | 15         | +42.236         | 18       | 0    |
| 16       | 21       | Y | Fabio Fabiani      | BMW 320si            | 15         | +1:07.741       | 19       | 0    |
| Kie.     | 7        | Y | Fredy Barth        | SEAT León 2.0 TDI    | 2          |                 | 9        | 0    |
| Kie.     | 15       |   | Tom Coronel        | BMW 320 TC           | 2          |                 | 11       | 0    |
| Kie.     | 25       | Y | Mehdi Bennani      | BMW 320 TC           | 2          |                 | 10       | 0    |
| Kie.     | 12       | Y | Franz Engstler     | BMW 320 TC           | 2          |                 | 8        | 0    |
| Kie.     | 65       | Y | Marchy Lee         | BMW 320 TC           | 2          |                 | 16       | 0    |

- Y – Yokohama bajnokság

## Második futam
| Helyezés | Rajtszám |   | Versenyző         | Autó                 | Futott kör | Idő/ Kiesés oka | Rajthely | Pont |
| -------- | -------- | - | ----------------- | -------------------- | ---------- | --------------- | -------- | ---- |
| 1        | 3        |   | Gabriele Tarquini | SEAT León 2.0 TDI    | 13         | 22:07.752       | 1        | 25   |
| 2        | 8        |   | Alain Menu        | Chevrolet Cruze 1.6T | 13         | +0.448          | 3        | 18   |
| 3        | 18       |   | Tiago Monteiro    | SEAT León 2.0 TDI    | 13         | +0.886          | 6        | 15   |
| 4        | 9        | Y | Darryl O'Young    | Chevrolet Cruze 1.6T | 13         | +1.614          | 9        | 12   |
| 5        | 17       | Y | Michel Nykjaer    | SEAT León 2.0 TDI    | 13         | +5.702          | 13       | 10   |
| 6        | 2        |   | Robert Huff       | Chevrolet Cruze 1.6T | 13         | +5.901          | 2        | 8    |
| 7        | 30       |   | Robert Dahlgren   | Volvo C30            | 13         | +12.352         | 8        | 6    |
| 8        | 5        | Y | Michelisz Norbert | BMW 320 TC           | 13         | +16.721         | 16       | 4    |
| 9        | 4        | Y | Aleksei Dudukalo  | SEAT León 2.0 TDI    | 13         | +20.141         | 10       | 2    |
| 10       | 20       | Y | Javier Villa      | BMW 320 TC           | 13         | +28.827         | 14       | 1    |
| 11       | 25       | Y | Mehdi Bennani     | BMW 320 TC           | 13         | +42.066         | 15       | 0    |
| 12       | 12       | Y | Franz Engstler    | BMW 320 TC           | 13         | +48.235         | 17       | 0    |
| 13       | 21       | Y | Fabio Fabiani     | BMW 320si            | 12         | +1 kör          | 12       | 0    |
| 14       | 74       | Y | Pepe Oriola       | SEAT León 2.0 TDI    | 11         | +2 kör          | 7        | 0    |
| 15       | 35       | Y | Urs Sonderegger   | BMW 320 TC           | 9          | +4 kör          | 11       | 0    |
| Kie.     | 1        |   | Yvan Muller       | Chevrolet Cruze 1.6T | 7          |                 | 4        | 0    |
| Kie.     | 11       | Y | Kristian Poulsen  | BMW 320 TC           | 0          |                 | 5        | 0    |

- Y – Yokohama bajnokság

## Külső hivatkozások
Hivatalos eredmények